# Makan Dioumassi
Makan Dioumassi (Paris, 21 de julho de 1972) é um ex-basquetebolista profissional francês atualmente aposentado. Atuava na posição Armador e em sua carreira na Seleção Francesa de Basquetebol conquistou a Medalha de Prata nos Jogos Olímpicos de Verão de 2000 em Sydney.